# ドン・マイケル・ポール
ドン・マイケル・ポール（Don Michael Paul、1963年4月17日 - ）は、アメリカ合衆国の俳優、映画監督。

## 出演作品
- ジェットストリーム
- 地球最終戦争ロボット・ウォーズ
- ハット・スクワッド 帽子の騎士たち

（ビデオタイトル：ハット・スクワッド／Ｌ.Ａ.特捜隊、出動！）
（ビデオタイトル：ハット・スクワッド／１～４）
- リッチガール
- 思い出のハートブレイク・ホテル
- エイリアン ｆｒｏｍ　Ｌ.Ａ.
- ローリング・ベンジェンス／復讐のモンスター・トラック
- ザ・ブラザーフッド
- スーパークロス／勝利のデッド・ヒート
- ハイスクール殺戮クラブ
- アロハ・サマー

## 監督作品
- ジャーヘッド2 奪還
- ジャーヘッド -36時間-
- 山猫は眠らない5 反逆の銃痕
- 山猫は眠らない6 裏切りの銃撃
- カンパニー・オブ・ヒーローズ バルジの戦い
- U.M.A レイク・プラシッド ファイナル
- 俺たちヒップホップ・ゴルファー
- 奪還 DAKKAN -アルカトラズ-
- キンダガートン・コップ2
- デス・レース4 アナーキー
- スコーピオン・キング5
- トレマーズ ブラッドライン
- トレマーズ コールドヘル
- トレマーズ 地獄島

## 脚本
- ハーレーダビッドソン&マルボロマン